# Altocumulus
Altocumulus (av latin: a'ltus, hög, och cu'mulus, anhopning) eller böljemoln, förkortning Ac, är ett huvudmolnslag med medelhöga, oftast tunna, moln. Altocumulus består av små vattendroppar och iskristaller. Förekommer i inversioner eller som utbredningsrester av konvektiva moln.

## Typer av altocumulus
Följande molnarter finns av altocumulus:
- Altocumulus castellanus - har utväxter i dess övre del i form av små torn, vilket ger molnet ett krenelerat utseende.
- Altocumulus floccus - små molnelement med tofs- eller cumulusliknande utseende.
- Altocumulus lenticularis - moln som i formen liknar en lins eller en mandel med skarpa yttre konturer.
- Altocumulus stratiformis - horisontellt vidsträckta i ett eller flera skikt.

Följande specialformer är applicerbara på altocumulusmoln:
- duplicatus (du) - moln i flera, delvis sammansmälta skikt
- lacunosus (la) - moln med regelbundet hålmönster
- opacus (op) - moln som är tillräckligt täta för att inte avslöja solens eller månens läge
- perlucidus (pe) - moln i vidsträckta flak, men med tydliga luckor
- radiatus (ra) - moln i parallella band
- translucidus (tr) - moln som är tillräckligt genomskinliga för att visa solens eller månens läge
- undulatus (un) - moln i vågformade skikt

Ytterligare kännetecken eller följemoln som finns hos altocumulus:
- mamma (mam) - nedhängande juver- eller bröstliknande utväxter
- virga (vir) - fallstrimmor (nederbörd) som ej når marken

## Galleri

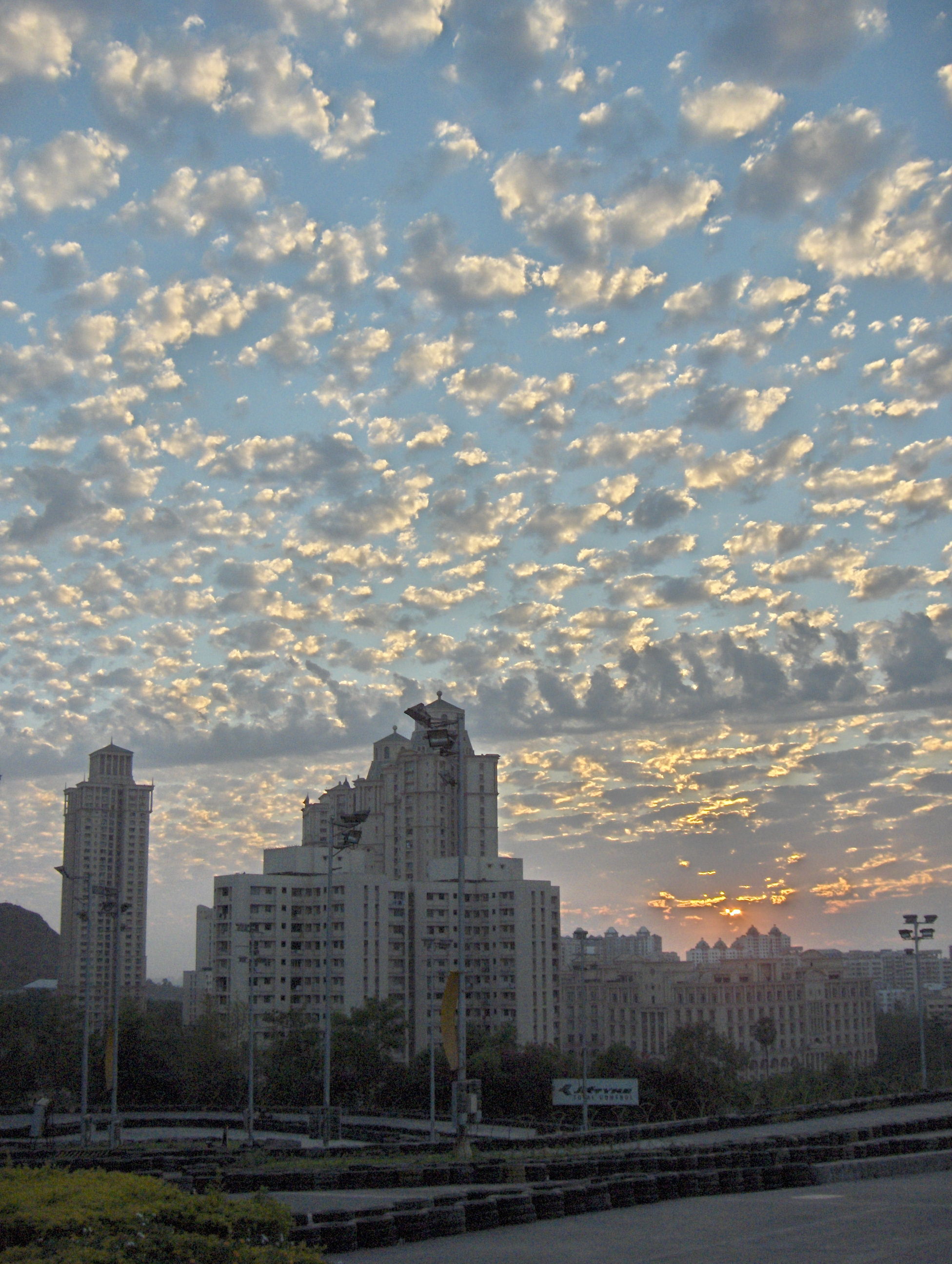
Altocumulus floccus samt ett långsmalt band med altocumulus castellanus i höjd med byggnadstopparna.
Altocumulus lenticularis
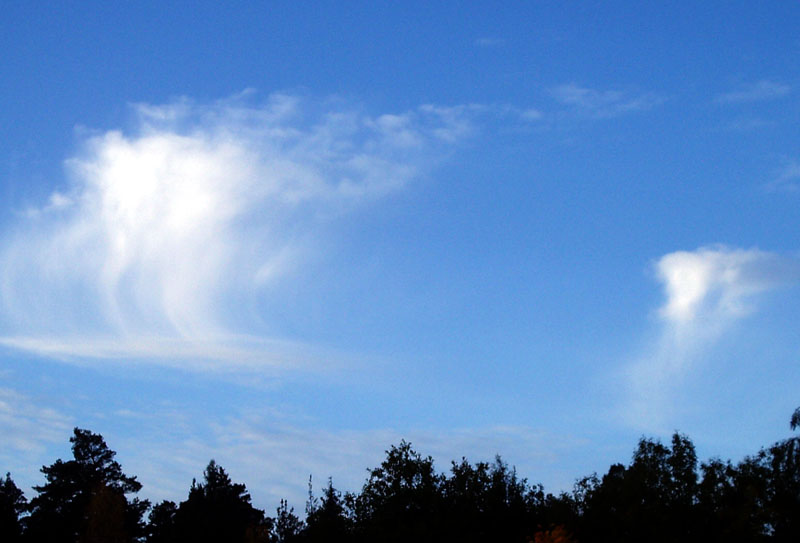
Altocumulus med virga